# Emílio Floro Paterno

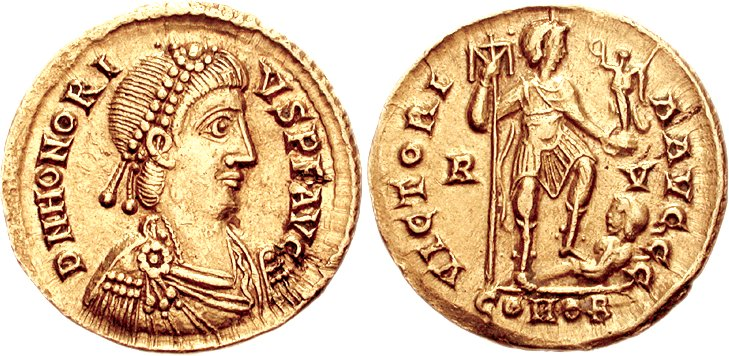
Soldo de Honório r.

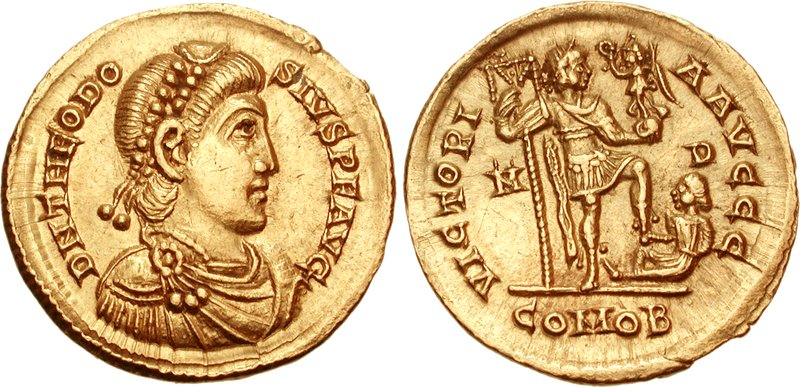
Soldo de Teodósio r.

Emílio Floro Paterno (em latim: Aemilius Florus Paternus) foi um oficial romano do século IV, ativo durante o reinado dos imperadores Teodósio I (r. 378–395) e Honório (r. 395–423).

## Vida
Nada se sabe sobre a origem de Paterno. Nasceu em data desconhecida durante o século IV e era presumivelmente parente de Materno Cinégio e Floro; o último poderia ter sido seu pai. Era cristão e teve um filho chamado Cinégio que tentou casar, em data inespecífica, com uma de suas netas (filha de uma filha de nome desconhecido), o que fez o bispo Ambrósio repreendê-lo.
Segundo informação obtida numa lei de 16 de março preservada no Código de Teodósio e em inscrições, se sabe que Paterno teria sido procônsul da África entre 392-393. Nesta função recebeu uma carta de Quinto Aurélio Símaco solicitando que utilizasse sua autoridade para suprir os venadores para os jogos questoriais de seu filho Quinto Fábio Mêmio Símaco, que ocorreram em dezembro daquele ano. Por esta época, Paterno era um homem claríssimo e homem ilustre.
Em 396/398, foi nomeado como conde das sagradas liberalidades, ou seja, tesoureiro do tesouro imperial. Nesta capacidade, recebeu inúmeras epístolas de Símaco solicitando sua intervenção em vários assuntos: duas reclamações contra o pagamento do portório (portorium) sobre animais selvagens para senadores; uma reclamação sobre exações por parte da "preparação do erário italiano" (em latim: adparitio itali erarii); uma carte em nome dum litigante; e um pedido de intervenção com Espérquio num caso.